# Martin Winterkorn
Martin Winterkorn (Leonberg, 24 de maio de 1947) é um engenheiro e empresário alemão.

## Biografia

### Formação acadêmica e o início
Com graduação entre 1966 e 1970 pela Universidade de Estugarda, Martin começou a sua carreira profissional em 1977 na Robert Bosch GmbH.

### Carreira
Executivo de negócios alemão que foi presidente do conselho de administração (CEO, Vorstandsvorsitzender em alemão) da Volkswagen AG, a empresa-mãe do Grupo Volkswagen, presidente do conselho de supervisão da Audi e presidente do conselho de administração da Porsche Automobil Holding SE. Ele sucedeu Bernd Pischetsrieder como CEO da Volkswagen AG em 2007. Antes disso, ele havia sido o presidente do conselho de administração da Audi AG, subsidiária do Grupo Volkswagen.
Winterkorn renunciou à Volkswagen em 23 de setembro de 2015, depois que o escândalo de emissões da Volkswagen foi revelado. Ele renunciou ao cargo de presidente da Audi em 11 de novembro de 2015, depois que mais informações associadas ao escândalo foram reveladas em relação aos motores movidos a gasolina da VW. Winterkorn fez parte do conselho de supervisores do clube de futebol alemão Bayern München de 22 de fevereiro de 2003 a 18 de dezembro de 2018. Winterkorn foi creditado pela parceria de sucesso entre Audi e Bayern.
 

Winterkorn foi indiciado criminalmente pelo escândalo de fraude de emissões nos Estados Unidos em 3 de maio de 2018 sob acusações de fraude e conspiração. Em abril de 2019, ele foi indiciado criminalmente por fraude na Alemanha. Ele é atualmente um fugitivo da justiça nos Estados Unidos, e é procurado pela Agência de Proteção Ambiental por conspiração para fraudar os Estados Unidos, conspiração para cometer fraude eletrônica, conspiração para violar a Lei do Ar Limpo e três acusações de fraude eletrônica. Em fevereiro de 2024, Winterkorn compareceu a um tribunal alemão para testemunhar, onde negou irregularidades, com seu próprio julgamento criminal previsto para começar no final do ano.